# Live Earth
Live Earth je 24-satna serija od 9 koncerata koji su se 7. srpnja 2007. odvijali na 7 kontinenata, spajajući više od 100 bendova i solo izvođača s preko 2 milijarde ljudi kako bi se potaknuo globalan pokret za rješavanje klimatske krize. Ovaj događaj imao je sličnu organizaciju kao Live Aid global jukebox Boba Geldofa, samo s drugačijom namjerom.

## Pristup publici
Live Earth doprio je do masovne publike putem neviđene globalne medijske arhitekture pokrivajući sve medijske platforme – TV, radio, Internet i bežične kanale, stoji na web stranici dotične organizacije. Koncerti će ostatku svijeta biti prenošeni uživo i putem MSN-a.
Ovaj mega koncert označio je početak višegodišnje kampanje pod vodstvom Alliance for Climate Protection, The Climate Group i drugih međunarodnih organizacija s ciljem da se natjera pojedince, vlade i korporacije na poduzimanje mjera za rješavanje problema, a čega drugog ako ne globalnog zatopljenja.